# Molí de Roda i tanca
El Molí de Roda i tanca és una obra de Palafrugell (Baix Empordà) protegida com a Bé Cultural d'Interès Local.

## Descripció
Molí metàl·lic de roda per pouar l'aigua. Està col·locat damunt d'una torreta d'obra de planta quadrangular feta de pedra i morter com la tanca de l'antiga horta a la qual està adossat.
Aquest espai s'ha convertit en un jardí integrat dins el nucli urbà. És un testimoni de la zona d'hortes que s'estenia pel sector de migdia de Palafrugell, la qual ha quedat molt reduïda amb l'expansió urbana.
El molí conserva parcialment el seu mecanisme. En la part visible es veuen malmeses algunes parts de les aspes i del timó. Els murs de tanca i la torreta han estat repicats, remarcant amb ciment les juntures de les pedra.